# 미요시역 (구마모토현)
미요시역(일본어: 御代志駅)은 일본 구마모토현 고시시에 위치한 구마모토 전기 철도 기쿠치 선의 철도역이다. 역 번호는 KD 19이며, 단선 승강장 1면 1선의 구조를 갖춘 지상역이다.

## 이용 현황
| 승차 인원 추이 | 승차 인원 추이      | 승차 인원 추이      |
| 연도           | 하루 평균 승차 인원 | 하루 평균 하차 인원 |
| -------------- | ------------------- | ------------------- |
| 2012           | 321                 | 662                 |
| 2013           | 349                 | 719                 |
| 2014           | 379                 | 780                 |
| 2015           | 517                 | 1,027               |
| 2016           | 550                 | 1,082               |
| 2017           | 577                 | 1,086               |
| 2018           | 447                 | 885                 |

## 역 주변
- 고시 시청 니시코시 청사
- 고시 시 니시코시 도서관
- 고시 시 니시코시 향토 자료관
- 국도 제387호선

## 역사
- 1913년 8월 27일 : 개업.
- 1959년 10월 1일 : 역 이설.
- 1963년 4월 1일 : 교환 설비 철거. 무인화.
- 1986년 2월 16일 : 당 역 - 기쿠치 역간 폐지에 의해, 종착역으로 전환.
- 2015년 4월 1일 : 교통계 IC 카드 '구마모토 지역 진흥 IC 카드'에 대응.
- 2019년 10월 1일 : 역 넘버링 도입.

## 인접 역
| 구마모토 전기 철도 기쿠치 선               | 구마모토 전기 철도 기쿠치 선 | 구마모토 전기 철도 기쿠치 선 |
| ------------------------------------------ | ---------------------------- | ---------------------------- |
| KD 18 사이슌의료센터마에 가미쿠마모토 방면 | ■ 기쿠치 선                  | 시·종착역                    |